# Prajnesh Gunneswaran
Prajnesh Gunneswaran (* 12. November 1989 in Chennai) ist ein indischer Tennisspieler.

## Karriere
Gunneswaran, der mit sieben Jahren mit Tennis begann, spielte bis 2008 nur wenige Matches auf der ITF Junior Tour und erreichte dort mit Rang 148 seine beste Platzierung in der Junior-Weltrangliste.
Nach seiner Juniorenkarriere spielte der Inder einige wenige Turniere der drittklassigen ITF Future Tour, ehe eine lange Pause einlegte und erst 2013 wieder regelmäßig an Profiturnieren teilnahm. Schnell erreichte er gute Ergebnisse bei Futures und gewann zwei Einzel- und einen Doppeltitel. Dadurch kam er Ende des Jahres zu seinem ersten Einsatz auf der höher dotierten ATP Challenger Tour in Champaign. Hier gewann er sein erstes Match auf diesem Niveau gegen Denys Moltschanow und verlor im Anschluss gegen Daniel Smethurst. Das Jahr schloss er im Einzel mit Rang 479 erstmals in den Top 500 der Weltrangliste ab. Fast das ganze Jahr 2014 und Teile von 2015 nahm Gunneswaran nicht an Turnieren teil. Futuretitel im November 2015 und September 2016 sowie gute Ergebnisse bei Challengers ließen ihn bis Ende 2016 wieder bis auf Platz 284 steigen. In Pune 2016 erreichte er sein erstes Challenger-Finale, das gegen Sadio Doumbia in drei Sätzen verloren ging. 2017 hielt er sein Niveau. Er gewann drei Futures und konnte fortan durch seine Weltranglistenposition häufiger bei Challengers antreten, wo er in Tiburon einmal das Halbfinale erreichte. Im Doppel zog er in Samarqand ins Finale ein. Durch seine Erfolge wurde er vom Teamchef der indischen Davis-Cup-Mannschaft Mahesh Bhupathi für die Partie gegen Usbekistan erstmals in den Davis Cup berufen. Hier gewann er beim 4:1 eines von zwei Matches.
Anfang 2018 im Davis Cup gewann Gunneswaran mit Indien die Partie gegen China nach einem 0:2-Rückstand. Er gewann dabei die entscheidende Partie gegen Wu Yibing. Im selben Monat zog er beim mit 150.000 Dollar dotierten Challenger in Anning ins Finale ein. Dort besiegte er Mohamed Safwat in drei Sätzen und gewann das am höchsten dotierte Challenger. In der Qualifikation zu den French Open verlor Gunneswaran die letzte Runde gegen Elias Ymer, doch hätte eigentlich als Lucky Loser ins Hauptfeld einziehen können. Jedoch hatte er zeitgleich für das Challenger in Vicenza gemeldet und war deswegen nicht mehr spielberechtigt. Die Premiere auf der ATP World Tour erfolgte im Juni, als er sich nach Siegen gegen Evan King und Christian Harrison für das Hauptfeld des Mercedes Cup in Stuttgart qualifizierte. Hier gelang ihm gegen den Weltranglisten-23. Denis Shapovalov sein bislang größter Sieg. In der Folgerunde verlor er gegen Guido Pella. In Atlanta und Los Cabos erreichte er zwei weitere Hauptfelder, blieb dort jedoch ohne Sieg. In der Rangliste stand er im Juni mit Platz 152 bislang am besten da. Darüber hinaus gewann er im August bei den Asienspielen die Bronzemedaille im Einzel für Indien, nachdem er im Halbfinale an Denis Istomin, dem späteren Sieger, gescheitert war. Es war die sechste Einzelmedaille eines Inders bei den Asienspielen.

## Erfolge
| Legende (Anzahl der Siege)  |
| Grand Slam                  |
| ATP World Tour Finals       |
| ATP World Tour Masters 1000 |
| ATP World Tour 500          |
| ATP World Tour 250          |
| ATP Challenger Tour (2)     |

### Einzel

#### Turniersiege
| Nr. | Datum             | Turnier   | Belag     | Finalgegner    | Ergebnis      |
| --- | ----------------- | --------- | --------- | -------------- | ------------- |
| 1.  | 29. April 2018    | Anning    | Sand      | Mohamed Safwat | 5:7, 6:3, 6:1 |
| 2.  | 17. November 2018 | Bangalore | Hartplatz | Saketh Myneni  | 6:2, 6:2      |